# أول هينركسن
أول هينركسن (بالدنماركية: Ole Henriksen)‏ هو شخصية أعمال ومؤلف دنماركي، ولد في 4 مايو 1951 في Nibe ‏ في الدنمارك.

## وصلات خارجية
- أول هينركسن على موقع IMDb (الإنجليزية)